# Lithophyllum johansenii
Lithophyllum  johansenii Woelkerling & Campbell, 1992  é o nome botânico  de uma espécie de algas vermelhas pluricelulares do gênero Lithophyllum, família Corallinaceae.
- São algas marinhas encontradas na Austrália.

## Sinonímia
- Não apresenta sinônimos.